# Thai Rung Union Car

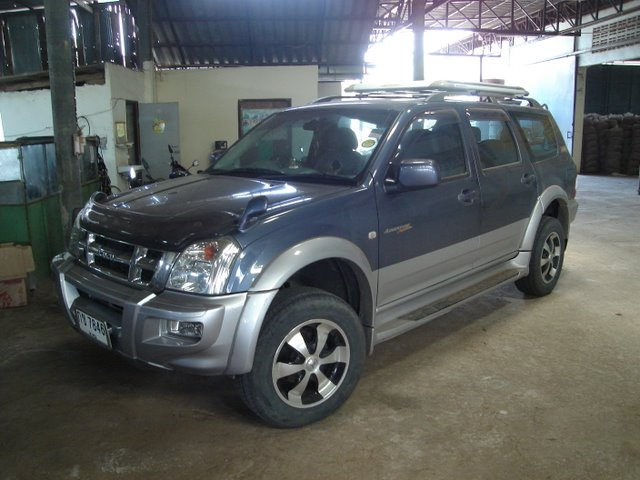
Frontansicht des
Thai Rung Adventure Master

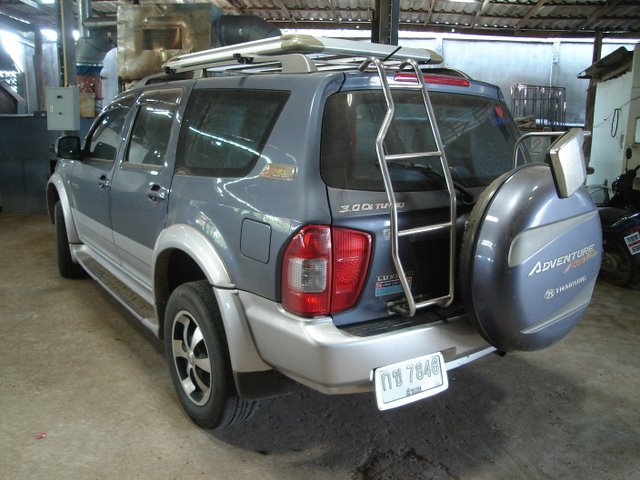
Heckansicht des
Thai Rung Adventure Master

Thai Rung Union Car Public Company Limited (Thai: บริษัท ไทยรุ่งยูเนี่ยนคาร์ จำกัด มหาชน) ist ein Automobilproduzent aus Thailand. Es werden dort Fahrzeuge unter eigenem Markenzeichen produziert. Ebenfalls produziert das Werk Automobile für die Marken Isuzu, Nissan, Chevrolet, Suzuki, Mitsubishi, Ford, Mazda und Toyota.
Die Thai-Rung-Automobile werden in Thailand oftmals mit TR abgekürzt.

## Geschichte
1967 wurde die Thai Rung Union Car Public Company Limited von Vichien Phaoenchoke (ursprünglich Vichien Sae Chung) mit staatlicher Hilfe gegründet. Mit Verhandlungen gelang es Lizenzen verschiedener Hersteller auszuhandeln. Mit der Eintragung im SET Index an der Stock Exchange of Thailand stieg der Wert Thai Rungs enorm und dieser entwickelte sich zum regional wichtigsten Automobilhersteller.
1999 expandierte Thai Rung nach Chile. Dort werden die Fahrzeuge jedoch nur mit mäßigem Erfolg vertrieben. Dennoch ist sich Thai Rung sicher dort ein größeres Händlernetzwerk aufbauen zu können.
Seit 2000 werden Thai-Rung-Fahrzeuge nach China und Iran als Kit Cars verkauft. Eine Ausweitung des Kit-Car-Vertriebes nach Ägypten, Kenia und den Philippinen sollte stattfinden. Für dieses Ziel werden jedoch noch Werkstätten mit geschulten Fachkräften gesucht.

## Modelle

### Aktuelle Modelle
| Typ                          | Charakter |
| ---------------------------- | --- |
| TR Adventure Elegance II 4WD | Der Elegance II ist ein 7-Sitzer. Die Karosserie stammt vom Isuzu D-Max und wurde einem leichten Facelift unterzogen. Das 2002 eingeführte Modell ist mit Motorisierungen von 143 PS oder 186 PS erhältlich. |
| TR Adventure Sport II 4WD    | Der Adventure Sport II ist die sportliche-elegante Variante des Isuzu D-Max. |
| TR Adventure Sport II EX 2WD | Das EX-Modell („Executive“-Modell) hat eine bessere Ausstattung als der Sport II, aber keinen Allradantrieb. Auch bei diesem stammt die Karosserie vom Isuzu D-Max. |
| TR Allroader                 | Der Allroader ist ein extrem langer Luxusgeländewagen mit der Karosserie des Chevrolet Suburban. Das 2006 in Thailand eingeführte Modell ist dort wegen seiner guten Qualität und der extravaganten Ausstattung ein sehr begehrtes Fahrzeug der High Society und von Angehörigen der thailändischen Königsfamilie. |

### Ältere Modelle
| Typ                        | Charakter |
| -------------------------- | --- |
| TR Station Wagon           | Das erste Fahrzeug der Marke Thai Rung erschien 1985. Es war geplant als billiges Fahrzeug für die arme thailändische Bevölkerung. Mit diesem Konzept wurde der Station Wagon zu einem Verkaufserfolg. Motoren für den Station Wagon standen in der Leistung von 86 bis 197 PS zur Verfügung.                         |
| TR Tripper                 | Das erste Luxusmodell wurde 1988 etabliert. Seine Karosserie stammt vom Isuzu Trooper und wurde um 62 cm verlängert. Der Tripper wurde mit einem 112 PS starken Diesel-Motor angeboten. |
| TR Station Wagon Victor    | 1989 erschien der Nachfolger Station Wagon Victor. Er basiert wie sein Vorgänger auf einem aktuellen Pick-up der Marke Nissan. Mit neuem Interieur und neuer Sicherheitsausstattung löst er seinen Vorgänger ab. Die Motoren dieses Modells stammen noch vom Vorgänger.                                               |
| TR Wanderer                | Mit kleinerem Radstand als der Tripper war der Wanderer ein perfektes Stadtautomobil geplant. Der Kofferraum bot viel Platz für Gepäck und andere Dinge. Auch im Innenraum konnten trotz des geringeren Radstandes bis zu sechs Personen Platz nehmen. 1991 wurde das Modell eingeführt und wurde bis 2004 angeboten. |
| TR Adventure Elegance 4WD  | Der Adventure ist zwar ein auf Isuzu basierender Geländewagen, dennoch wurde dieses Modell dem thailändischen Markt angepasst. So versah man den Wagen mit sportlicheren Stilelementen. Mit diesen Designelementen konnte sich der Elegance bis 2002 auf dem Markt halten.                                            |
| TR Grand Adventure         | Grand Adventure war der Name des großen Bruders. Er war mit einer Motorenauswahl von 112 PS bis 171 PS erhältlich. Beliebt war das Modell vor allem wegen seines gigantischen Kofferraums. |
| TR Station Wagon Victor II | 1993 präsentierte Thai Rung sein drittes Modell. Unter dem Namen Station Wagon Victor II schickte das Unternehmen einen verlängerten Isuzu auf den Markt. Mit seinem zeitgemäßen Stil konnte sich auch dieses Modell bewähren. Die Motorleistungen reichten von 114 bis 276 PS.                                       |
| TR Supreme                 | Ein Pick-up mit dem Namen Supreme wurde 1995 aufgelegt. Er war mit derselben Motorisierung wie der Station Wagon II erhältlich. |
| TR Tripper                 | Wie sein Vorgänger basiert auch der zweite Tripper auf einem Isuzu. |
| TR Xciter                  | Der 1997 präsentierte Xciter ist das Pendant zum Nissan X-Trail. Der Verkauf soll schleppend verlaufen sein. Die größte Nachfrage wurde in den Großstädten verzeichnet. |

## Produktionen für andere Automobilmarken

### Chile
| Modell              | Bauzeitraum |
| ------------------- | ----------- |
| Chevrolet LUV Wagon | seit 1999   |
| Chevrolet Grand LUV | seit 1999   |

### Thailand
| Modell                  | Bauzeitraum |
| ----------------------- | ----------- |
| Ford Ranger TH          | seit 1997   |
| Isuzu D-MAX             | 2002–heute  |
| Isuzu MU                | 1987–1995   |
| Isuzu MU-Wizard         | 1992–1997   |
| Isuzu MU-7              | 2002–heute  |
| Mazda B Pick-up         | 1997-heute  |
| Mitsubishi Strada       | 1987–1997   |
| Mitsubishi Strada       | 1997–2006   |
| Mitsubishi Triton       | 2006–heute  |
| Nissan NV               | 1988–1994   |
| Nissan Sunny            | 1996–2003   |
| Nissan NV               | 1994–1999   |
| Nissan NV               | 1999–2003   |
| Nissan X-Terra          | 2000–2003   |
| Nissan Wingroad         | 1988–heute  |
| Nissan Sunny Neo        | 2003–heute  |
| Suzuki Caribian Sporty  | 1985–1999   |
| Suzuki Caribian Sporty  | 1999–heute  |
| Toyota Land Cruiser 90  | 1967–1984   |
| Toyota Land Cruiser 100 | 1984–1992   |
| Toyota Hilux Mighty X   | 1986–1996   |
| Toyota D-4D Tiger       | 1986–1996   |
| Toyota D-4D Tiger       | 1996–2006   |
| Toyota Hilux Mighty X   | 1996–2006   |
| Toyota Hilux Vigo       | 2006–heute  |
| Toyota Hilux Fortuner   | 2006–heute  |